# Horská autonomní sovětská socialistická republika
Horská autonomní sovětská socialistická republika (rusky: Го́рская АССР; Gorskaja ASSR) byla krátce trvající severokavkazská autonomní republika v rámci Ruské SFSR. Zřízena byla 20. ledna 1921 a existovala do 7. července 1924.

## Vznik
Horská ASSR vznikla 20. ledna 1921, když bylo Předkavkazsko ke konci ruské občanské války ovládnuto Rudou armádou, která rozbila Horskou republiku vzniklou z trosek carského Ruska, a až když zde bolševici upevnili svou moc (několik měsíců nemělo Předkavkazsko žádnou vlastní správu).
Horská ASSR byla administrativně rozdělena do šesti národních okruhů (Karačajský, Kabardský, Balkarský, Osetský, Čečenský a Ingušský) a dvou velkých samostatných měst (Vladikavkaz a Groznyj). Speciální forma autonomie byla udělena Těrským kozákům, kteří žili v okrese „Sunža Kozák“, který se rozkládal přes část severního Ingušska a okolí Grozného. Z bývalých částí Horské republiky nebyl do této ASSR přičleněn Dagestán.

## Rozpad
Horská ASSR se začala pomalu rozpadat krátce po svém vzniku, když z ní byl 1. září 1921 vyčleněn Kabardský národní okruh, který byl připojen k Ruské SFSR a přejmenován na Kabardskou autonomní oblast. Druhý na řadě byl Karačajský okruh, ze kterého se 12. ledna 1922 stala Karačajsko-čerkeská autonomní oblast. Jako další se od Horské ASSR o 4 dny později 16. ledna oddělil Balkarský okruh, který byl sloučen s Kabardskou AO, a vznikla tak Kabardsko-balkarská autonomní oblast. 30. listopadu 1922 se od Horské ASSR odtrnul Čečenský okruh, aby vznikla Čečenská autonomní oblast. 7. července 1924 se zbývající část této ASSR podle rozhodnutí Nejvyššího sovětu SSSR rozdělila na Severoosetinskou autonomní oblast a Ingušskou autonomní oblast.